# Barg-e Jahān
Barg-e Jahān (persiska: برگ جهان, بَفكِجَن) är en ort i Iran.   Den ligger i provinsen Teheran, i den norra delen av landet, 30 km nordost om huvudstaden Teheran. Barg-e Jahān ligger 2 001 meter över havet och antalet invånare är 378.
Terrängen runt Barg-e Jahān är huvudsakligen kuperad, men åt nordväst är den bergig.Runt Barg-e Jahān är det glesbefolkat, med 19 invånare per kvadratkilometer. Närmaste större samhälle är Būmahen, 17,5 km sydost om Barg-e Jahān. Trakten runt Barg-e Jahān består i huvudsak av gräsmarker.